# António Areia
António Antunes Baeta Rodrigues Areia (* 21. Juni 1990 in Lissabon) ist ein portugiesischer Handballspieler.

## Karriere

### Verein
Antonío Areia lernte das Handballspielen bei Clube de Carnaxide und GM Primeiro Dezembro. 2005 wechselte er in die Jugend von Belenenses Lissabon. In der Saison 2007/08 lief der 1,90 m große rechte Außenspieler für Benfica Lissabon erstmals in der ersten portugiesischen Liga, der Andebol 1, und im Europapokal, dem EHF Challenge Cup 2007/08, auf. Anschließend kehrte er zu Belenenses zurück. Dort kam er in den nächsten zwei Spielzeiten sowohl bei den Junioren als auch bei den Männern, mit denen er am EHF-Pokal 2008/09 teilnahm, zum Einsatz. 2010 schloss er sich wieder Benfica an. Mit dem Team gewann er 2010 und 2012 den portugiesischen Supercup sowie 2011 den portugiesischen Pokal. Ab 2015 stand der Linkshänder beim FC Porto unter Vertrag. Mit dem Rekordmeister gewann er 2019, 2021, 2022 und 2023 die Meisterschaft, 2019 und 2021 den Pokal sowie 2019 und 2021 den Supercup. Im EHF-Pokal 2018/19 erreichte die Mannschaft um Areia den dritten Platz. In der EHF Champions League kam Porto mehrfach in das Achtelfinale. Im Sommer 2024 schloss er sich dem französischen Erstligaaufsteiger Tremblay-en-France Handball an.

### Nationalmannschaft
Mit der portugiesischen Nationalmannschaft nahm Areia an den Europameisterschaften 2020 (6. Platz) und 2022 (19. Platz) sowie der Weltmeisterschaft 2021 (10. Platz) teil. Bei den Olympischen Spielen 2021 in Tokio belegte er mit Portugal den 9. Rang. Bei der Weltmeisterschaft 2025 warf er 29 Tore in neun Spielen und erreichte mit dem vierten Platz die beste Platzierung der portugiesischen Mannschaft bei einer WM.
Bisher bestritt er 112 Länderspiele, in denen er 334 Tore erzielte.

### Erfolge
mit Benfica Lissabon
- 1× Portugiesischer Meister: 2008
- 1× Portugiesischer Pokalsieger: 2011
- 2× Portugiesischer Supercupsieger: 2010, 2012

mit dem FC Porto
- 4× Portugiesischer Meister: 2019, 2021, 2022, 2023
- 2× Portugiesischer Pokalsieger: 2019, 2021
- 2× Portugiesischer Supercupsieger: 2019, 2021